# Girisubo
Girisubo ist ein Distrikt (Kecamatan) im Regierungsbezirk (Kabupaten) Gunungkidul der Sonderregion Yogyakarta im Süden der Insel Java. Der Kecamatan liegt im äußersten Südosten des Kabupatens. Ende 2021 zählte er 25.740 Einwohner auf 94,57 km² Fläche.

## Geographie
Girisubo hat folgende Kecamatan als Nachbarn:
| Richtung0000 | Name Kec.                           | Kabupaten                           | Provinz                             |                                     |
| Westen       | Tepus                               | Gunungkidul                         | DIY*                                |                                     |
| Norden       | Rongkop                             | Gunungkidul                         | DIY*                                |                                     |
| Nordosten    | Pracimantoro                        | Wonogiri                            | Zentraljava                         |                                     |
| Osten        | Paranggupito                        |                                     | Zentraljava                         |                                     |
| Süden        | Indischer Ozean (~ 24 km): 4 Dörfer | Indischer Ozean (~ 24 km): 4 Dörfer | Indischer Ozean (~ 24 km): 4 Dörfer | Indischer Ozean (~ 24 km): 4 Dörfer |

* D.I.Yogyakarta

## Verwaltungsgliederung
Der Kecamatan (auch Kapanewon genannt) gliedert sich in acht ländliche Dörfer (Desa, auch Kalurahan genannt):
| PUM-Code 1    | Desa          | Fläche (km²) | Bevölkerung zur Volkszählung 2 | Bevölkerung zur Volkszählung 2 | Bevölkerung zur Volkszählung 2 | Bevölkerung zur Volkszählung 2 | Bevölkerung zur Volkszählung 2 | Bevölkerung zur Volkszählung 2 | Padu- kuhan 4 | RW/ RT 5 |
| PUM-Code 1    | Desa          | Fläche (km²) | 002000                         | 002010                         | Männer                         | Frauen                         | 2020                           | Dichte 3                       | Padu- kuhan 4 | RW/ RT 5 |
| ------------- | ------------- | ------------ | ------------------------------ | ------------------------------ | ------------------------------ | ------------------------------ | ------------------------------ | ------------------------------ | ------------- | -------- |
| 34.03.16.2001 | Balong        | 10,94        | 3.427                          | 3.326                          | 1.837                          | 1.939                          | 3.776                          | 345,2                          | 9             | 9/47     |
| 34.03.16.2002 | Jepitu        | 16,73        | 3.694                          | 3.602                          | 2.020                          | 2.068                          | 4.088                          | 244,4                          | 10            | 10/38    |
| 34.03.16.2003 | Karangawen    | 6,30         | 1.405                          | 1.464                          | 768                            | 791                            | 1.559                          | 247,5                          | 8             | 8/17     |
| 34.03.16.2004 | Nglindur      | 7,16         | 2.449                          | 2.416                          | 1.263                          | 1.330                          | 2.593                          | 362,2                          | 8             | 8/28     |
| 34.03.16.2005 | Jerukwudel    | 6,18         | 1.734                          | 1.561                          | 881                            | 888                            | 1.769                          | 286,2                          | 8             | 8/21     |
| 34.03.16.2006 | Tileng        | 17,00        | 4.137                          | 3.850                          | 2.078                          | 2.112                          | 4.190                          | 246,5                          | 16            | 16/49    |
| 34.03.16.2007 | Pucung        | 14,42        | 2.975                          | 2.725                          | 1.575                          | 1.607                          | 3.182                          | 220,7                          | 10            | 10/31    |
| 34.03.16.2008 | Songbanyu     | 15,84        | 3.437                          | 3.244                          | 1.653                          | 1.680                          | 3.333                          | 210,4                          | 13            | 13/27    |
| 34.03.16      | Kec. Girisubo | 94,57        | 23.258                         | 22.188                         | 12.075                         | 12.415                         | 24.490                         | 259,0                          | 82            | 82/258   |

## Demographie
Grobeinteilung der Bevölkerung nach Altersgruppen (zum Zensus 2020)
| Altersgruppen | 00Männer | 00Frauen | zusammen |
| ------------- | -------- | -------- | -------- |
| 0 – 14        | 1.877    | 1.846    | 3.723    |
| 15 – 64       | 8.259    | 8.294    | 16.553   |
| 65+           | 1.939    | 2.275    | 4.214    |
| gesamt        | 12.075   | 12.415   | 24.490   |
| anteilig (%)  |          |          |          |
| 0 – 14        | 15,54    | 14,87    | 15,20    |
| 15 – 64       | 68,40    | 66,81    | 67,59    |
| 65+           | 16,06    | 18,32    | 17,21    |

### Bevölkerungsentwicklung
In den Ergebnissen der sieben Volkszählungen seit 1961 ist folgende Entwicklung ersichtlich:
| Einheit/Jahr     | 1961         | 1971         | 1980         | 1990         | 2000         | 2010         | 2020         |
| ---------------- | ------------ | ------------ | ------------ | ------------ | ------------ | ------------ | ------------ |
| Kec. Girisubo    | 21.066       | 24.768       | 25.284       | 21.803       | 23.258       | 22.188       | 24.490       |
| Anteil in %      | 3,68         | 4,00         | 3,83         | 3,35         | 3,47         | 3,29         | 3,28         |
| Kab. Gunungkidul | 571.823      | 619.117      | 659.486      | 651.004      | 670.433      | 675.382      | 747.161      |
| Sonderregion DIY | 00 2.231.062 | 00 2.487.177 | 00 2.750.025 | 00 2.912.611 | 00 3.120.478 | 00 3.457.491 | 00 3.66.8719 |